# Navidad (Chili)
Pour les articles homonymes, voir Navidad (homonymie).
Navidad est une commune du Chili faisant partie de la province Cardenal Caro, elle-même rattachée à la région O'Higgins. En 2012, sa population s'élevait à 5 650 habitants. La superficie de la commune est de 300 km2 (densité de 19 hab./km2),. Navidad se trouve dans une zone de collines basses de la Cordillère de la Costa située en bordure de l'Océan Pacifique à environ 161 kilomètres au sud-ouest de la capitale Santiago et 94 kilomètres (par la route) au nord de Pichilemu capitale de la Province Cardenal Caro. La limite nord de Navidad est formée par le Rio Rapel. La commune a donné son nom à une formation géologique du miocène, la formation de Navidad, riche en fossiles et identifiée par Charles Darwin au cours de son séjour en 1834 sur le territoire de la commune.

Position de Navidad (en rouge) au sein de la Province de Cachapoal.